# NGC 2205
NGC 2205 is een elliptisch sterrenstelsel in het sterrenbeeld Schilder. Het hemelobject werd op 9 december 1836 ontdekt door de Britse astronoom John Herschel.

## Synoniemen
- ESO 86-63
- AM 0610-623
- PGC 18551